# 3. Fußball-Liga (2024/2025)
Sezon 2024/2025 3. Fußball-Ligi był 17. sezonem niemieckiej 3. Fußball-Ligi w piłce nożnej.
W rozgrywkach występowało 20 zespołów grających w systemie „każdy z każdym”. Sezon składał się z 38. kolejek. Rozpoczął się 2 sierpnia 2024 a zakończył 17 maja 2025. 

## Drużyny
Drużyny uczestniczące w sezonie 2024/2025 w 3. Lidze:
| klub                                  | miasto          | pozycja w lidze w poprzednim sezonie | uwagi                                  |
| ------------------------------------- | --------------- | ------------------------------------ | -------------------------------------- |
| drużyny, które spadły z 2. Bundesligi |                 |                                      |                                        |
| SV Wehen Wiesbaden                    | Wiesbaden       | 16                                   | przegrane baraże z SSV Jahn Regensburg |
| Hansa Rostock                         | Rostock         | 17                                   |                                        |
| VfL Osnabrück                         | Osnabrück       | 18                                   |                                        |
| uczestnicy poprzedniej edycji         |                 |                                      |                                        |
| Preußen Münster                       | Münster         | 2                                    |                                        |
| 1. FC Saarbrücken                     | Saarbrücken     | 5                                    |                                        |
| FC Erzgebirge Aue                     | Aue-Bad Schlema | 6                                    |                                        |
| Rot-Weiss Essen                       | Essen           | 7                                    |                                        |
| SV Sandhausen                         | Sandhausen      | 8                                    |                                        |
| SpVgg Unterhaching                    | Unterhaching    | 9                                    |                                        |
| FC Ingolstadt 04                      | Ingolstadt      | 10                                   |                                        |
| Borussia Dortmund II                  | Dortmund        | 11                                   |                                        |
| SC Verl                               | Verl            | 12                                   |                                        |
| Viktoria Köln                         | Kolonia         | 13                                   |                                        |
| Arminia Bielefeld                     | Bielefeld       | 14                                   |                                        |
| TSV 1860 Monachium                    | Monachium       | 15                                   |                                        |
| SV Waldhof Mannheim                   | Mannheim        | 16                                   |                                        |
| drużyny awansujące z Regionallig      |                 |                                      |                                        |
| Hannover 96 II                        | Hanower         | 1 (Regionalliga Północ)              | wygrane baraże z Würzburger Kickers    |
| Energie Cottbus                       | Chociebuż       | 1 (Regionalliga Północny Wschód)     |                                        |
| Alemannia Aachen                      | Akwizgran       | 1 (Regionalliga Zachód)              |                                        |
| VfB Stuttgart II                      | Stuttgart       | 1 (Regionalliga Południowy Zachód)   |                                        |

## Tabela
| Lp. | Drużyna                   | M  | Z  | R  | P  | Bramki | Bramki | Różn. | Pkt | Uwagi                                                  |
| --- | ------------------------- | -- | -- | -- | -- | ------ | ------ | ----- | --- | ------------------------------------------------------ |
| 1   | Arminia Bielefeld (M) (A) | 38 | 21 | 9  | 8  | 64     | 36     | +28   | 72  | Awans do 2. Bundesligi                                 |
| 2   | Dynamo Drezno (A)         | 38 | 20 | 10 | 8  | 71     | 40     | +31   | 70  | Awans do 2. Bundesligi                                 |
| 3   | 1. FC Saarbrücken (B)     | 38 | 18 | 11 | 9  | 59     | 47     | +12   | 65  | Baraże o 2. Bundesligę                                 |
| 4   | Energie Cottbus           | 38 | 18 | 8  | 12 | 64     | 54     | +10   | 62  |                                                        |
| 5   | Hansa Rostock             | 38 | 18 | 6  | 14 | 54     | 46     | +8    | 60  |                                                        |
| 6   | Viktoria Köln             | 38 | 18 | 5  | 15 | 59     | 48     | +11   | 59  |                                                        |
| 7   | SC Verl                   | 38 | 15 | 12 | 11 | 62     | 55     | +7    | 57  |                                                        |
| 8   | Rot-Weiss Essen           | 38 | 16 | 8  | 14 | 55     | 54     | +1    | 56  |                                                        |
| 9   | Wehen Wiesbaden           | 38 | 15 | 10 | 13 | 59     | 60     | −1    | 55  |                                                        |
| 10  | FC Ingolstadt 04          | 38 | 14 | 12 | 12 | 72     | 63     | +9    | 54  |                                                        |
| 11  | TSV 1860 Monachium        | 38 | 15 | 8  | 15 | 57     | 61     | −4    | 53  |                                                        |
| 12  | Alemannia Akwizgran       | 38 | 12 | 14 | 12 | 44     | 44     | 0     | 50  |                                                        |
| 13  | FC Erzgebirge Aue         | 38 | 15 | 5  | 18 | 52     | 65     | −13   | 50  |                                                        |
| 14  | VfL Osnabrück             | 38 | 13 | 9  | 16 | 46     | 55     | −9    | 48  |                                                        |
| 15  | VfB Stuttgart II          | 38 | 12 | 11 | 15 | 49     | 59     | −10   | 47  |                                                        |
| 16  | Waldhof Mannheim          | 38 | 11 | 13 | 14 | 43     | 45     | −2    | 46  |                                                        |
| 17  | Borussia Dortmund II (S)  | 38 | 11 | 10 | 17 | 53     | 60     | −7    | 43  | Spadek do Regionalligi (odpowiedniej dla danego klubu) |
| 18  | Hannover 96 II (S)        | 38 | 9  | 10 | 19 | 51     | 70     | −19   | 37  | Spadek do Regionalligi (odpowiedniej dla danego klubu) |
| 19  | SV Sandhausen (S)         | 38 | 9  | 8  | 21 | 49     | 69     | −20   | 35  | Spadek do Regionalligi (odpowiedniej dla danego klubu) |
| 20  | SpVgg Unterhaching (S)    | 38 | 4  | 13 | 21 | 40     | 72     | −32   | 25  | Spadek do Regionalligi (odpowiedniej dla danego klubu) |

## Baraże o awans do 2. Bundesligi
|         | data  | drużyna z 2. Bundesligi | drużyna z 3. Ligi | wynik   |
| ------- | ----- | ----------------------- | ----------------- | ------- |
| 1. mecz | 23.05 | Eintracht Brunszwik     | 1. FC Saarbrücken | 2:0     |
| rewanż  | 27.05 | Eintracht Brunszwik     | 1. FC Saarbrücken | 2:2 pd. |

Zwycięzca: Eintracht Brunszwik